# Ślubów (Basse-Silésie)
Pour l’article homonyme, voir Ślubów (Mazovie).
Ślubów est une localité polonaise de la gmina et du powiat de Góra en voïvodie de Basse-Silésie.